# Escàs
Escàs ist ein Dorf in der Parroquía La Massana in Andorra. Es liegt auf einer Höhe von 1343 Metern und zählte im Jahr 2024 11 Einwohner.
Escàs liegt im Westen des Landes Andorra und im Südosten der Parroquía La Massana. Das Dorf liegt wenige Meter nördlich des Riu de les Claperes und ist etwa 800 Meter von dem Ort La Massana, sowie etwa 6,8 Kilometer von Andorra la Vella entfernt.